# راهب (فیلم ۱۹۹۰)
راهب (انگلیسی: The Monk) یک فیلم است که در سال ۱۹۹۰ منتشر شد. از بازیگران آن می‌توان به پل مک‌گان و سوفی وارد اشاره کرد.